# Upplands runinskrifter 470
Upplands runinskrifter 470 är ett vikingatida runstensfragment i Knivsta kyrka, Knivsta socken och Knivsta kommun. Fragmentet är av gråsvart granit och cirka 0,8 meter högt och cirka 0,55 meter brett.
Runstensfragmentet, som nu sitter i kyrkogårdsmuren, hittades i en av kyrkans murar under renoveringsarbeten på 1890-talet. Skylten bredvid antyder att stenen kan ha ristats av Torbjörn under 1000-talets senare del.

## Inskriften
Translitterering av runraden:
...ar : sa... þ---a : iftir : uibiurn : f... ... out hans
Normalisering till runsvenska:
... ... þ[enns]a æftiʀ Vibiorn, f[aður] ... and hans.
Översättning till nusvenska:
... denna [sten] efter Yibjörn, [sin] fader. [Gud hjälpe] hans ande.